# 吉爾
吉爾是伊朗的城市，位於該國南部札格羅斯山脈東南部，由法爾斯省負責管轄，距離首府設拉子約130公里，海拔高度771米，2006年人口16,839。